# Groupe de NGC 4995
Le groupe de NGC 4995 comprend au moins cinq galaxies situées dans la constellation de la Vierge. La distance moyenne entre ce groupe et la Voie lactée est d'environ 29,5 Mpc (∼96,2 millions d'al). 

## Membres
Le tableau ci-dessous liste les cinq galaxies du groupe indiquées dans l'article de A.M. Garcia paru en 1993.
| Nom      | Class.      | Type                  | α (J2000.0)   | δ (J2000.0)  | Vitesse radiale (km/s) | m    | Distance (Mpc) | Diamètre (kal) |
| -------- | ----------- | --------------------- | ------------- | ------------ | ---------------------- | ---- | -------------- | -------------- |
| NGC 4928 | SA(s)bc pec | Spirale               | 13h 03m 00.6s | -08° 05′ 06″ | 1719 ± 6               | 12,5 | 30,2 ± 2,1     | 33             |
| NGC 4942 | SAB(s)d?    | Spirale intermédiaire | 13h 04m 19.1s | -07° 38′ 58″ | 1741 ± 2               | 13,0 | 30,5 ± 2,2     | 51             |
| NGC 4981 | SAB(r)bc    | Spirale intermédiaire | 13h 08m 48.7s | -06° 46′ 39″ | 1678 ± 1               | 11,3 | 29,5 ± 2,1     | 59             |
| NGC 4995 | SAB(rs)b    | Spirale intermédiaire | 13h 09m 40.6s | -07° 50′ 00″ | 1744 ± 4               | 11,1 | 30,5 ± 2,2     | 63             |
| IC 4212  | SB(s)cd     | Spirale barrée        | 13h 12m 03.0s | -06° 58′ 33″ | 1476 ± 1               | 13,8 | 26,5 ± 1,9     | 71             |

Le site DeepskyLog permet de trouver aisément les constellations des galaxies mentionnées dans ce tableau ou si elles ne s'y trouvent pas, l'outil du site constellation permet de le faire à l'aide des coordonnées de la galaxie. Sauf indication contraire, les données proviennent du site NASA/IPAC. 